# Хафуз Ахмед Ефенди
Хафуз Ахмед Ефенди е кмет на Пловдив.

## Биография
Хафуз Ахмед Ефенди е изпълняващ длъжността кмет на Пловдив между 13 януари и 8 май 1884 г. Според тогавашните вестници състоянието на пловдивска община е печално поради временно управление на Ахмед Ефенди, който дори няма помощници българи.